# (37863) 1998 FB7
1998 FB7 (asteroide 37863) é um asteroide da cintura principal. Possui uma excentricidade de 0.23444790 e uma inclinação de 5.79568º.
Este asteroide foi descoberto no dia 20 de março de 1998 por Spacewatch em Kitt Peak.